# Rio Olimar
O rio Olimar é um curso de água  que banha o departamento de Treinta y Tres, no Uruguai.
Seu comprimento é de 140 km, tendo como maior afluente o rio Olimar Chico. Além deste, ainda tem como afluente o arroio Yerbal Grande.